# 6554 Takatsuguyoshida
6554 Takatsuguyoshida è un asteroide della fascia principale. Scoperto il 28 ottobre 1989, presenta un'orbita caratterizzata da un semiasse maggiore pari a 2,1909522 UA e da un'eccentricità di 0,2173850, inclinata di 4,12543° rispetto all'eclittica.